# Красна-Лонка
Красна-Лонка (пол. Krasna Łąka, нім. Schönwiese) — село в Польщі, у гміні Міколайки-Поморські Штумського повіту Поморського воєводства.
Населення — 253 особи (2011).
У 1975-1998 роках село належало до Ельблонзького воєводства.

## Демографія
Демографічна структура станом на 31 березня 2011 року:
|          | Загалом | Допрацездатний вік | Працездатний вік | Постпрацездатний вік |
| -------- | ------- | ------------------ | ---------------- | -------------------- |
| Чоловіки | 128     | 32                 | 85               | 11                   |
| Жінки    | 125     | 40                 | 69               | 16                   |
| Разом    | 253     | 72                 | 154              | 27                   |